# Hannah Wilke
Arlene Hannah Wilke, född Butter 7 mars 1940 i New York, död 28 januari 1993 i Houston i Texas var en amerikansk målare, skulptör, fotografi och performancekonstnär. I sin konstnärliga praktik undersökte Wilke frågor som rör feminism, sexualitet och femininitet. Tillsammans med konstnärer som Carolee Schneemann och Yayoi Kusama anses hon vara en av pionjärerna inom feministisk konst.

## Biografi
Hannah Wilke föddes 1940 i New York i en judisk familj av östeuropeiskt ursprung. Hon gifte sig redan 1960 med en designer och 1962 tog hon en Bachelor of Fine Art och en Bachelor of Science in Education vid Tyler School of Art, Temple University, Philadelphia. Hon undervisade i konst vid flera gymnasier och blev en del av fakulteten vid School of Visual Arts, i New York, där hon undervisade i skulptur och keramik under åren 1974–1991. 1969 till 1977 hade hon en relation med den amerikanska popkonstnären Claes Oldenburg, då de levde, arbetade och reste tillsammans. Wilkes verk presenterades på utställningar nationellt och internationellt under hela hennes verksamma liv och fortsätter att ställas ut runt om i världen efter hennes död. Hennes första separatutställningar hade hon 1972 i New York och Los Angeles. Hennes första stora museiutställning hade hon 1976 på University of California, Irvine, och sin första retrospektiv 1989 på University of Missouri. En stor postum retrospektiv turnerade år 2000 i Köpenhamn, Helsingfors och Malmö och 2009 på Neuberger Museum of Art.

### Tidiga verk
Wilke blev först uppmärksammad på 1960-talet för sina vulva-konstverk i terrakotta. Dessa skulpturer, som ställdes ut i New York på slutet av 1960-talet brukar betecknas som några av de första explicita bilderna av vaginor, som uppkom ur den andra vågens feminism. Skulpturerna blev signifikanta för henne och hon gjorde dem i olika material, färg och storlek genom hela livet. Bruket av okonventionella material har varit vanligt inom feministisk konst och utöver lera använde Wilke tuggummi, knådade suddgummin, ludd från torktumlare och latex. Hennes skulpturer kombinerade postminimalism och feministisk estetik. Wilke var även en skicklig tecknare vilket hon ägnade sig åt under hela sitt liv. Kritikern Thomas Micchelli skrev 2010: "grunden för hennes konst var att hon skapade saker […] en konstnär vars sensualitet och humor matchades av hennes formella skarpsinne och känsliga obeveklighet". Hon arbetade även med performance inför publik. Senare lät hon sig även fotograferas eller videofilmas under sina performances med start 1974 i och med Hannah Wilke Super-t-Art, en performance på The Kitchen i New York, vilket resulterade i ett ikoniskt fotografiskt konstverk. Wilkes performancekonst påminde om verk av konstnärer som Simone Forti, Trisha Brown och Yvonne Rainer, och hennes skulpturer, med okonventionella material och feministiska narrativ, refererar till Louise Bourgeois, Eva Hesse, Alina Szapocznikow och Niki de S:t Phalle.

### Body art
1974 påbörjade Wilke sitt arbete med det fotografiska Body art-verket S.O.S — Starification Object Series där hon förde samman sina minimalistiska skulpturer och sin kropp genom att skapa små kvinnokönsskulpturer av tuggummi som hon fäste på sig själv. Sedan fotograferade hon sig i olika pin-up- och fotomodellsposer, och skapade på så sätt bilder där glamour och något som påminner om rituell scarification smälts samman. Wilke har själv refererat dessa "ärrbildningar" som minnen av förintelsen samtidigt som hon överdriver och driver med Amerikanska värderingar kring kvinnlig skönhet och mode. De 50 självporträtten presenterades ursprungligen som ett spel, "S.O.S. Starification Object Series: An Adult Game of Mastication", 1974–1975, som Wilke sedan gjorde till en permanent installation som idag ingår i Centre Pompidous samling i Paris. I titeln, ungefär översatt till S.O.S - Stjärnbildande objektserien: Ett vuxenspel kring tuggande gör hon ett antal språklig lekar. "Starification" anspelar på "scarification" (ärrbildande), "mastication" anspelar på masturbation och titelns förkortning S.O.S refererar till den internationella nödsignalen i morsekod. Hon har även framfört verket i en performance i Paris 1975, där hon lät publiken tugga tuggummi innan hon skulpterade dem och placerade dem på väggen. Wilke experimenterade även med måleriska effekter genom att skapa komplexa kvinnokönsskulpturer som bestod av flera lager av olikfärgade tuggummi.
Eftersom fotografierna av hennes performances i sig blev till konstverk myntade Wilke begreppet "performalist self-portraits" som ett försök att ge ära åt de fotografer som assisterade henne i att dokumenterade hennes performances, inklusive hennes egen far (First Performalist Self-Portrait, 1942–1977) och hennes syster, Marsie (Butter) Scharlatt (Arlene Hannah Butter and Cover of Appearances, 1954–1977). 
Titeln på Wilkes fotografiska och performativa verk So Help Me Hannah från 1979, härstammar från ett amerikanskt folkligt uttryck från 1920- och 30-talen, som var en förmildrande omskrivning av uttrycket "So help me God" (Gud hjälpe mig). Titeln har tolkats som att hon anspelar på stereotypen av den judiska modern, eftersom Hannah är ett typiskt judiskt kvinnonamn, vilket skulle referera till hennes egen relation till sin mor.
Utöver Hannah Wilke Super-t-Art från 1974, skapade Wilke ett flertal välkända performances där hon utgick ifrån sin kropp, som Gestures, 1974; Hello Boys, 1975; Intercourse with… (ljudinstallation) 1974–1976; Intercourse with... (video) 1976; och Hannah Wilke Through the Large Glass 1977 på Philadelphia Museum of Art som förhöll sig till Marcel Duchamps verk the Large Glass.

### Död ochIntra-Venus
Hannah Wilke dog 1993 av lymfom. Hennes sista verk Intra-Venus (1992–1993) är en fotografisk serie som beskriver hennes kroppsliga förvandling och nedbrytning genom kemoterapi och benmärgstransplantation. Fotografierna, tagna av hennes man Donald Goddard, som hon varit tillsammans med sedan 1982 och gift sig med 1992, är en personlig dokumentation av Wilkes utveckling från stark kvinna mitt i livet till skallig, nedbruten och resignerad patient. Intra-Venus refererar till hennes fotografiska diptyk Portrait of the Artist with Her Mother, Selma Butter, 1978–1982, som porträtterar hennes mor som cancersjuk. Intra-Venus ställdes ut och publicerades först efter hennes död, vilket var Wilkes uttryckliga önskan, bland annat som en protest eftersom hon ansåg att samhället genom sjukvården gömmer undan patienter som om döendet skulle vara en "personlig skam".
Intra Venus omfattar även en serie akvareller, Brushstrokes som föreställer ansikten och händer målade med hennes eget hår som pensel, samt även Intra Venus Tapes, en 16-kanalig videoinstallation.

## Poser och narcissism
I sina verk uppträder Hannah Wilke ofta i poser hämtade från fotomodeller eller pinuppbilder. Detta har beskrivits som en konstnärliga dekonstruktion av kulturella föreställningar kring kvinnlig fåfänga, narcissism och skönhet och hennes fysiska närvaro i sina fotografier och performances har tolkats som en hyllning och bekräftelse av jaget, kvinnan, det feminina och feminismen.

Redan från början refererade Wilke till sig själv som en feministisk konstnär. Konstkritiken Ann-Sargent Wooster skrev att Wilkes identifiering med den feministiska rörelsen förbryllade på grund av hennes självporträtt mer påminde om en utvikningstjej i Playboy än en typisk feministisk nakenakt. Enligt Wooster var,

Problemet för Wilke i att bli tagen på allvar berodde på att hon var konventionellt vacker och att hennes skönhet och självupptagna narcissism distraherade dig från att förstå hur hon vände den voyeurism som är inneboende vid objektifiering av kvinnor. I sina fotografier av sig själv i rollen som gudinna, inkarnation av kända konstverk eller som pinuppa, tog hon ifrån männen kontrollen över produktionsmedlen i skapandet av bilden av kvinnan, och övertog dem istället själv..
Om kritiker upplevde Wilkes skönhet som ett hinder för att förstå hennes arbete, förändrades det i början av 1990-talet när Wilke började dokumentera sin kropps förfall på grund av att hon drabbats av lymfom. Wilkes arbete med självporträttet har studerats i detalj utifrån hennes sista fotografiska serie, Intra-Venus.
En kritiker som kommenterade att hon var för vacker för sina verk svarade hon "Det där skitsnacket jag får från folk, 'Vad skulle du göra om du inte var så vacker?' Vilken skillnad skulle det göra?... Vackra människor dör precis som de som anses "fula". Alla ska vi dö.”

## Kritikernas mottagande
Wilke ställde ut mycket under sin levnad, och även om hon var kontroversiell blev hon ofta positivt omskriven av kritiker. Trots detta tog det lång tid innan museer började införliva hennes verk till sina samlingar, precis som fallet är med många andra kvinnliga konstnärer som under den feministiska rörelsen på 1970-talet protesterade mot bristen på kvinnlig representation. Wilke var under sin levnad bara representera i ett fåtal permanenta samlingar, vilket bland annat berodde på hennes konfrontativa bruk av den kvinnliga sexualiteten tillsammans med det faktum att verken var svåra att passa in i en distinkt genre eller stil. 
Wilke finns representerad vid bland andra Museum of Modern Art i New York, Whitney Museum of American Art i New York, Los Angeles County Museum of Art, Museum of Contemporary Art, Los Angeles, Centre Pompidou i Paris. Moderna museet, British Museum, Metropolitan Museum of Art och Tate Modern

## Utställningar i urval

### Separatutställningar
- 1976, Fine Arts Gallery, University of California i Irvine
- 1978, PS1 på Long Island i New York
- 1979, Washington Project for the Arts i Washington, DC
- 1989, Gallery 210, University of Missouri i St Louis
- 1994, Intra-Venus, Ronald Feldman Fine Arts i New York (vandringsutställning med fotografier)
- 1998, Hannah Wilke, A Retrospective, Kunsthallen Nikolaj i Köpenhamn (vandringsutställning)
- 2000, Uninterrupted Career: Hannah Wilke 1940–1993, Neue Gesellschaft für Bildende Kunst i Berlin[5]

### Grupputställningar
- 1972, American Women Artists, Hamburg, Tyskland
- 1973, Whitney Biennial, Whitney Museum of American Art i New York
- 1977, Contemporary Women: Consciousness and Content, Brooklyn Museum Art School i New York
- 1980, American Women Artists 1980, Museu de Arte Contemporanea i São Paulo
- 1988, Modes of Address: Language in Art Since 1960, Whitney Museum of American Art, New York
- 1993, Abject Art: Repulsion and Desire in American Art, Whitney Museum of American Art, New York
- 1995, Action/Performance and the Photograph, Allen Memorial Art Museum at Oberlin College, Oberlin (vandringsutställning)
- 1997, Identity Crisis: Self-Portraiture at the End of the Century, Milwaukee Art Museum i Milwaukee
- 2002, Tableaux Vivants, The Art of ‘LivingPictures’ in Photography, Film, and Video, Kunsthalle Wein i Wien
- 2003, Pulse: Art, Healing and Transformation, Institute of Contemporary Art i Boston
- 2007, I Am Making Art: 4 Studies of the Artist’s Body, Centre d’Art Contemporain i Genève
- 2007, WACK! Art and the Feminist Revolution, Geffen Contemporary at Museum of Contemporary Art i Los Angeles (vandringsutställning)[5]